# Revival (album Eminema)
Revival – dziewiąty studyjny album amerykańskiego rapera Eminema, wydany 15 grudnia 2017 roku. Nagrywanie albumu miało miejsce w latach 2016–2017 w kilku studiach nagraniowych, pod kierownictwem wielu producentów, m.in. Dr. Dre, Skylar Grey, Ricka Rubina czy samego Eminema. Na albumie pojawiają się gościnnie m.in. Ed Sheeran, Alicia Keys, Skylar Grey, Beyoncé czy P!NK.

## Tło
19 października tegoż roku raper wydał singiel „Campaign Speech” o tematyce politycznej oraz ujawnił, że pracuje nad nową płytą. Z okazji 20. rocznicy od wydania debiutanckiego albumu Eminema, w listopadzie opublikowany został krótki, niespełna 10-minutowy film dokumentalny ukazujący jego powstawanie, zatytułowany Partners in Rhyme: The True Story of Infinite. W lutym 2017 Eminem pojawił się w utworze Big Seana „No Favors”, w którym ubliża on Donaldowi Trumpowi oraz jego zwolenniczce Ann Coulter. Raper skrytykował prezydenta oraz jego administrację po raz kolejny w trakcie BET Hip Hop Awards, kiedy to pod koniec swojego rapu obelżywie dał do zrozumienia, iż nie chce on zwolenników Donalda Trumpa wśród swoich fanów.

## Wydanie i promocja
12 listopada na gali MTV EMA 2017 wygrał w kategorii "Najlepszy wykonawca Hip-hopowy", pokonując Kendricka Lamara, Drake czy Post Malone co było zaskoczeniem dla rapera. "Nie do końca wiem, jak mi się to udało, bo nie nagrałem żadnego albumu kilku lat" – powiedział raper ze statuetką w rękach. Pierwsze przecieki informowały jakoby album miał się ukazać 17 listopada, tamtej nocy raper wykonał pierwszy singiel na żywo ze Skylar Grey w Saturday Night Live. 29 listopada na Twitterze Dr. Dre ukazał się filmik gdzie ujawnione datę premiery na 15 grudnia, a samą płytę porównywano do lekarstwa.
Okładka albumu ujrzała światło dzienne 8 grudnia 2017, na kanale YouTube Eminema. Na pierwszym planie ukazana jest flaga Stanów Zjednoczonych, zaś w tle widać zmartwionego Eminema, co jest nawiązaniem do występ na BET Hip Hop Awards i tematów politycznych na albumie.
Nagrania w Polsce uzyskały certyfikat złotej płyty.

### Single
Pierwszy singiel "Walk on Water" z gościnnym udziałem Beyoncé, pojawił się 10 listopada 2017. Utwór został wyprodukowany przez Ricka Rubina oraz Skylar Grey. Singel zadebiutował jako numer 22 na liście Canadian Hot 100 i jako numer 16 na US Billboard Hot 100. 23 grudnia 2017 roku w serwisie VEVO pojawił się teledysk do utworu.
14 grudnia 2017 na kanale YouTube Eminema pojawił się utwór "River" z gościnnym udziałem Eda Sheerana. Utwór został wyprodukowany przez Haynie. Singiel zadebiutował jako numer 3 na liście Canadian Hot 100 i jako numer 5 na US Billboard Hot 100. Doszedł również do 4. miejsca na polskiej liście przebojów Airplay.

## Lista utworów
Oficjalna lista utworów została potwierdzona 5 grudnia 2017.
| Nr  | Tytuł utworu                         | Autor                                                | Producent                  | Długość |
| --- | ------------------------------------ | ---------------------------------------------------- | -------------------------- | ------- |
| 1.  | „Walk on Water (gośc. Beyoncé)”      | Marshall Mathers, Holly Hafermann, Beyoncé Knowles   | Rick Rubin, Skylar Grey    | 5:04    |
| 2.  | „Believe”                            | M. Mathers, Resto, Mark Braston, Mike Strange        | Eminem, Resto, MR. Poter   | 5:15    |
| 3.  | „Chloraseptic (gośc. Phresher)”      | M. Mathers, Mr. Porter, Erick Sermon                 | Eminem, Mr. Porter, Resto  | 5:01    |
| 4.  | „Untouchable”                        | M. Mathers, Dr. Dre, Masta Ace                       | Eminem, Mr. Porter, Batson | 6:10    |
| 5.  | „River (gośc. Ed Sheeran)”           | M. Mathers, Haynie, Ed Sheeran                       | Haynie                     | 3:41    |
| 6.  | „Remind Me (intro)”                  | Dr. Dre, Trevor Lawrence, Theron Feemster            | Dr. Dre, Lawrence, Jr.     | 0:26    |
| 7.  | „Remind Me”                          | M. Mathers, Jake Hooker, Jr, Matt Dike               | Rick Rubin                 | 3:45    |
| 8.  | „Revival (interlude)”                | M. Mathers, Alice Lemke, Aalias, Bryan Frizel        | Frequency, Aalias          | 0:51    |
| 9.  | „Like Home (gośc. Alicia Keys)”      | M. Mathers, Paul Rosenberg, Alicia Keys, Resto       | Eminem, Just Blaze         | 4:05    |
| 10. | „Bad Husband (gośc. X Ambassadors)”  | M. Mathers, Alex da Kid, Resto, Sam Harris           | Eminem, Alex da Kid        | 4:47    |
| 11. | „Tragic Endings (gośc. Skylar Grey)” | M. Mathers, Hafermann, Grant                         | Alex da Kid                | 4:12    |
| 12. | „Framed”                             | M. Mathers                                           | Eminem, Dr. Dre            | 4:13    |
| 13. | „Nowhere Fast (gośc. Kehlani)”       | M. Mathers, Tim James, T. Armano, Rock Mafia, Batson | Rock Mafia, Hit-Boy        | 4:24    |
| 14. | „Heat”                               | M. Mathers, Larry Smith, Adam Horovitz               | Rick Rubin                 | 4:10    |
| 15. | „Offended”                           | M. Mathers, R. Fraser, Thomas Brenneck               | Eminem, Illa da Producer   | 5:20    |
| 16. | „Need Me (gośc. P!nk)”               | M.Mathers, Grant, Hafermann                          | Alex da Kid                | 4:25    |
| 17. | „In Your Head”                       | M. Mathers, Scram Jones, Dolores O'Riordan           | Scram Jones                | 3:02    |
| 18. | „Castle”                             | M. Mathers, Erick Alcook, Lil Rodrigues              | DJ Khalil                  | 4:14    |
| 19. | „Arose”                              | M. Mathers, Barry White, Amanda McBroom              | Rick Rubin                 | 3:34    |
|     |                                      |                                                      |                            | 1:16:39 |